# Поднос

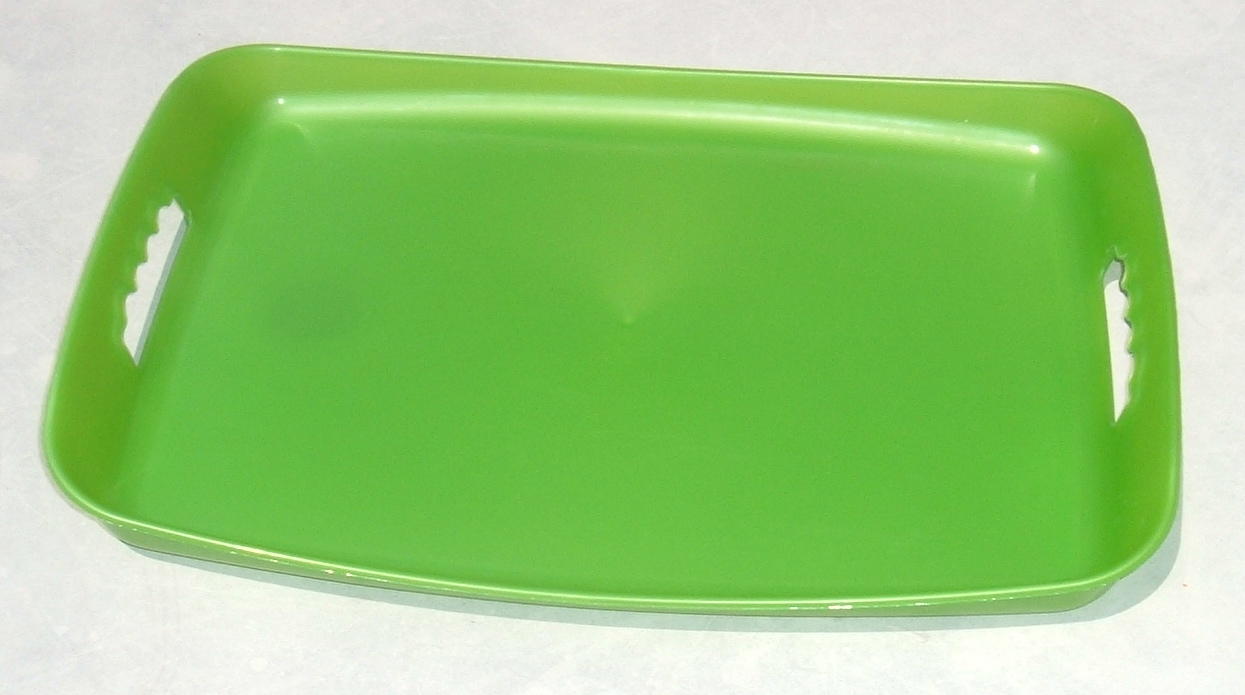
Пластиковый поднос

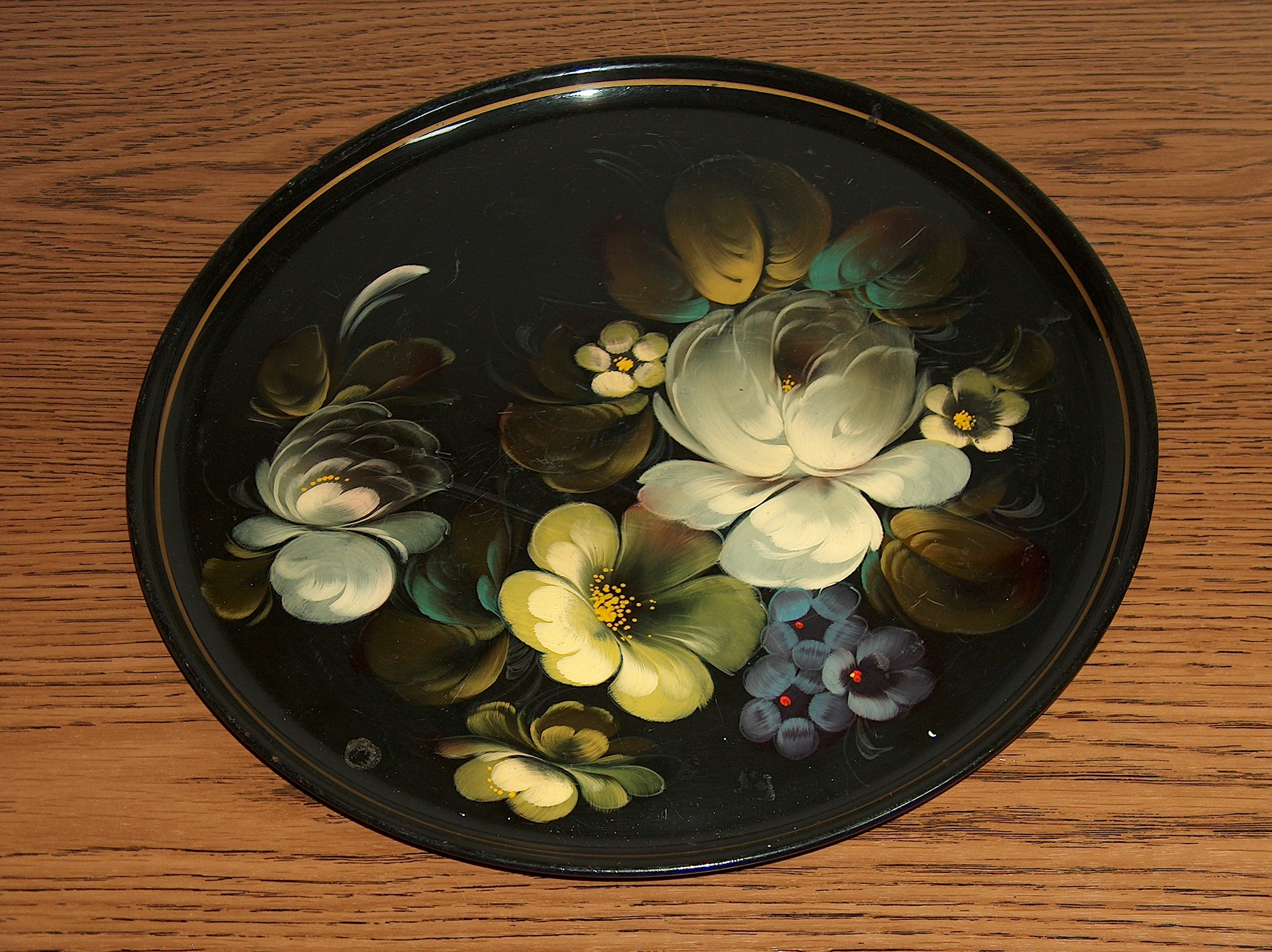
Жостовский поднос

Подно́с — плоское изделие с низкими бортами для переноски и подачи (сервировки) блюд и напитков к столу. Подносы широко используются в сфере общепита — официантами в кафе и ресторанах, посетителями столовых и заведений фастфуда.
Также подносы применяются в качестве подставки под самовары, чайники, кофейники, кувшины, графины и т. п.